# Атанас Кормидов
Атанас (Нашо) Хадживасилев Кормидов (изписване до 1945 година: Атанасъ хаджи Василевъ Кормидовъ) е български революционер, одрински деец на Вътрешната македоно-одринска революционна организация.

## Биография
Роден е на 10 октомври 1874 година в ксантийското село Габрово, тогава в Османската империя, днес в Гърция. В 1893 година е привлечен към ВМОРО от Иван Сбирков и заедно с други 7 души образува първия революционен комитет в Габрово. Поддържа връзка с Борис Сарафов, от когото получава оръжие. Става четник на Организацията и участва в много сражения. През лятото на 1903 година взима участие в Илинденско-Преображенското въстание. Арестуван е заедно със 7 души други четници и осъден от военния съд в Одрин на 15 години затвор. Лежи една година в Одринския затвор и е освободен по силата на общата амнистия.
На 7 април 1943 година, като жител на Пловдив, подава молба за българска народна пенсия, която е одобрена и пенсията е отпусната от Министерския съвет на Царство България.